# Stilleven met bolspiegel
Stilleven met bolspiegel is een lithografieafdruk van de Nederlandse kunstenaar Maurits Cornelis Escher, voor het eerst gedrukt in november 1934. Het toont een decor met een ronde fles en een metalen sculptuur van een vogel met een menselijk gezicht, zittend bovenop een krant en een boek. De achtergrond is donker, maar in de fles is de weerspiegeling te zien van Eschers atelier en Escher zelf die het tafereel schetst.
Zelfportretten in reflecterende bolvormige oppervlakken zijn tot in de jaren vijftig terug te vinden in Eschers vroege inkttekeningen en in zijn prenten. Het metalen vogel/mens-beeld is echt en werd door zijn schoonvader aan Escher geschonken. Dit beeld komt opnieuw voor in sommige latere prenten van Escher.